# Piero Ceccarini
Pour les articles homonymes, voir Ceccarini.
Piero Ceccarini (né le 20 octobre 1953 à Livourne, en Toscane) est un ancien arbitre italien de football. Il fut arbitre FIFA  de 1992 à 1999.

## Biographie
Très apprécié par les observateurs l'UEFA, il a été nommé arbitre central de la finale de la Coupe d'Europe des vainqueurs de coupe de football 1994-1995 opposant le Real Saragosse à Arsenal. L'année suivante, il a été nommé pour arbitrer le Championnat d'Europe de football 1996, où il a dirigé le match Espagne-Bulgarie, marqué par l'expulsion de Juan Antonio Pizzi et Petar Houbtchev et par un but refusé à Hristo Stoitchkov pour hors-jeu. En mars 1998, il fut l'arbitre central de la manche retour de la Super Coupe d'Europe entre le FC Barcelone et le Borussia Dortmund, match terminé sur le score de 1-1 avec un trophée remis à Barcelone qui avait remporté la première manche 2-0. Il termine sa carrière lors de la saison 1998-1999, ayant atteint la limite d'âge pour arbitrer. 

## Carrière
Il a officié dans des compétitions majeures : 
- Copa Iberoamericana (match aller)
- Supercoupe d'Italie 1995
- Coupe d'Europe des vainqueurs de coupe de football 1994-1995 (finale)
- Euro 1996 (1 match)
- Coupe d'Italie de football 1997 (finale aller)
- Supercoupe de l'UEFA 1997 (match retour)